# Montanazhdarcho
Montanazhdarcho es un género de pterosaurio azdárquido de finales del período Cretácico  (etapa del Campaniense) de Norteamérica, conocido sólo de una especie, M. minor. 
El género fue nombrado en 1993 por Kevin Padian, Armand de Ricqlès y Jack Horner, siendo publicado de nuevo por los mismos autores en 1995 y descrito completamente en 2002.

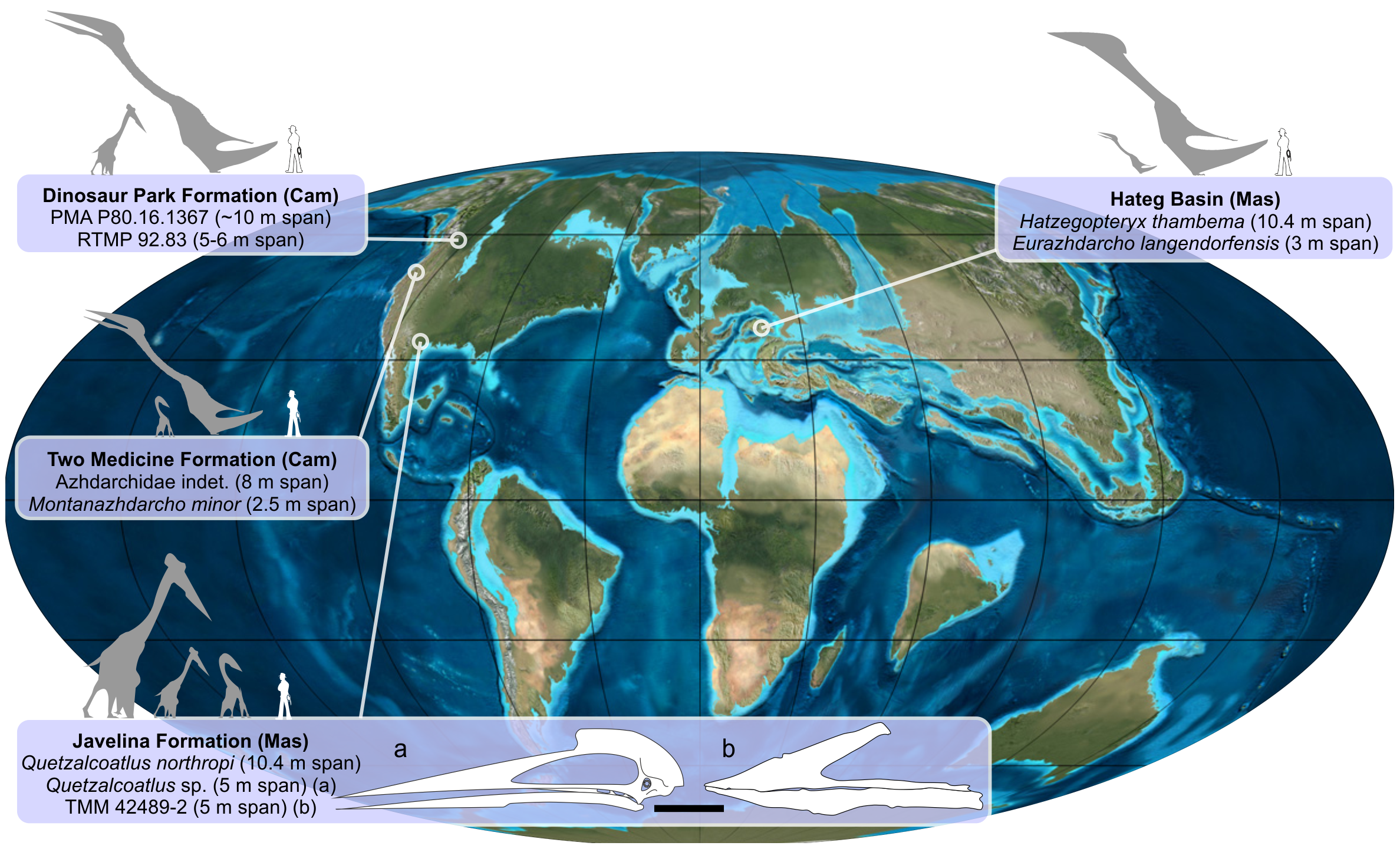
Mapa mostrando la distribución global de las faunas que incluyen azdárquidos de tamaño medio y gigantesco, como Montanahzdarcho.

La especie tipo es Montanazhdarcho minor. El nombre del género se refiere al estado de Montana y al género relacionado Azhdarcho. El nombre científico de la especie significa "menor" en latín, en referencia al relativamente pequeño tamaño en comparación a sus parientes próximos.
El holotipo, MOR 691 (Museo de las Rocosas), fue hallado por Robert W. Harmon en Glacier County, en el territorio de los Blackfeet, en la arenisca de la parte superior de la formación Dos Medicinas, una capa de cerca de 74 millones de años de antigüedad. El hueso está mayormente sin comprimir y es de un ejemplar adulto, como se estableció en un estudio del hueso por de Ricqlès. El hallazgo completo consiste de un ala izquierda parcial, que carece de las falanges externas del ala, una cintura escapular completa, una vértebra cervical destrozada y dos fragmentos de la sínfisis de la mandíbula. La mandíbulas eran edéntulas, es decir, carecían de dientes.
Montanazhdarcho fue asignado por sus descriptores a la familia Azhdarchidae, mayormente basados en la forma alargada de la vértebra del cuello. Comparado a otros azdárquidos, era pequeño; los fragmentos del húmero, radio y carpos sugieren un animal con una envergadura de 2.5 metros. Su cúbito era más largo que el metacarpo del ala, lo cual es atípico para los azdárquidos. 